# Semiconductor

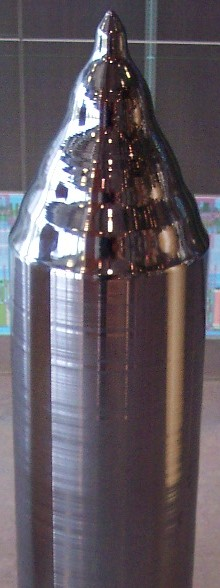
Siliciul monocristalin este materialul semiconductor cel mai utilizat în industria de astăzi.

Semiconductorul este un material a cărui rezistivitate este cuprinsă între cea a conductoarelor și izolatoarelor. Un câmp electric poate schimba rezistivitatea semiconductorilor. Dispozitivele fabricate din materiale semiconductoare sunt baza electronicii moderne, fiind părți componente în radiouri, computere, telefoane și multe altele. Dispozitivele semiconductoare sunt: tranzistorul, celulele solare, mai multe tipuri de diode, inclusiv dioda luminiscentă și circuit integrat. Celulele fotovoltaice sunt dispozitive semiconductoare care transformă energia luminii în energie electrică. Într-un conductor metalic, curentul este reprezentat de fluxul de electroni. Într-un semiconductor curentul este reprezentat fie de fluxul de electroni fie de fluxul de „goluri” din structura electronică a materialului. 

## Caracteristici
Un semiconductor este un material care are conductivitatea electrică cuprinsă între conductivitatea unui metal (ex. cupru) și a unui izolator (ex. sticlă). Semiconductorii sunt fundamentul electronicii moderne. Există două tipuri de materialele semiconductoare – elemente și compuși. Aranjamentul unic al atomilor din Siliciu și Germaniu fac ca aceste două elemente să fie cele mai folosite în prepararea materialelor semiconductoare. Noile descoperiri legate de semiconductori au făcut posibilă creșterea complexității și vitezei microprocesoarelor și dispozitivelor de memorie.
Conductivitatea electrică a unui material semiconductor crește odată cu creșterea temperaturii, comportamentul opus față de metale. Dispozitivele semiconductoare pot avea multe proprietăți folositoare, precum trecerea curentului mai ușor într-o direcție decât în cealaltă, având rezistențe variabile, sensibilitate la lumină sau căldură. Din cauza că proprietățile electrice ale unui material semiconductor se modifică din cauza impurităților, câmpurilor electrice sau luminii, dispozitivele făcute din materialele semiconductoare pot fi folosite pentru amplificarea, transformarea sau conservarea energiei.
Conductivitatea curentului într-un semiconductor are loc prin mișcarea electronilor liberi (-) și a „golurilor” (+), aceștia fiind cunoscuți ca și purtătorii de sarcină.
Adăugând atomi impuri într-un material semiconductor (procedeu numit dopare), numărul de conductori de sarcină dintr-un semiconductor poate crește substanțial. Când un semiconductor are majoritar goluri, acesta este numit un semiconductor de tip  p , iar când un semiconductor are majoritar electroni liberi, acesta este numit un semiconductor de tip  n . Un singur semiconductor poate avea mai multe regiuni de tip  p  și de tip  n ; spațiile dintre aceste regiuni sunt responsabile de comportamentul electric.
Unele proprietăți ale materialelor semiconductoare au fost observate încă de la jumatatea secolului al XIX-lea, până în prima decadă a secolului al XX-lea. Dezvoltarea fizicii cuantice a permis dezvoltarea tranzistorilor în anul 1947. Deși, unele elemente pure, și mulți compuși au proprietăți semiconductoare, siliciul, germaniul și compuși ai galiului sunt cele mai folosiți la producerea de dispozitive electronice. Cele mai multe dintre elemente apropiate de „scara metalelor”, în  sistemul periodic al elementelor, sunt de obicei folosite pentru a produce semiconductori.
În nordul Californiei există o zonă numită „Silicon Valley” (Valea Siliciului) din cauza numărului mare de companii, implicate în dezvoltarea și producția de semiconductori, care au sediul principal acolo. O parte integrală din dispozitivele tehnologice de astăzi este făcută cu semiconductori, în principal din siliciu. Unele dintre cele mai mari firme ce activează în domeniul semiconductoarelor sunt: STMicroelectronics, National Semiconductor și Advanced Micro Devices (AMD).

## Proprietăți

### Conductivitate electrică variabilă
Semiconductorii în starea lor naturală sunt conductori slabi, deoarece  existența unui curent necesită existența unui flux de electroni, iar semiconductorii au benzile de valență ocupate, împiedicând apariția unui flux de electroni. Mai multe tehnici au fost dezvoltate prin care se permite materialelor semiconductoare să se comporte ca și materiale conductoare, cum ar fi dopajul sau prin aplicarea unui câmp electric extern (efectul de câmp). Aceste modificări au ca rezultat obținerea de două tipuri de materiale: de tip n și de tip p. Acestea se referă la excesul sau, respectiv, la lipsa de electroni. Un număr echilibrat de electroni ar face ca un curent să circule prin material.

### Heterojoncțiuni
Heterojoncțiunile apar atunci când două materiale semiconductoare dopate diferit sunt unite. De exemplu, o configurație ar putea consta din germaniu p-dopat și n-dopat. Acest lucru are ca rezultat un schimb de electroni și găuri între materialele semiconductoare dopate diferit. Germaniul n-dopat ar avea un exces de electroni, iar germaniul p-dopat ar avea un exces de găuri. Transferul are loc până când se atinge un echilibru printr-un proces numit recombinare, care face ca electronii migratori din tipul n să vină în contact cu găurile migratoare din tipul p. Rezultatul acestui proces este o bandă îngustă de ioni imobili, care provoacă un câmp electric peste joncțiune.

### Electroni excitați
O diferență de potențial electric aplicată pe un material semiconductor ar face ca acesta să părăsească echilibrul termic și să creeze o situație de neechilibru. Acest lucru introduce electroni și găuri în sistem, care interacționează printr-un proces numit difuzie ambipolară. Ori de câte ori echilibrul termic este perturbat într-un material semiconductor, numărul de găuri și de electroni se modifică. Astfel de perturbări pot apărea ca urmare a unei diferențe de temperatură sau a fotonilor, care pot intra în sistem și pot crea electroni și găuri. Procesul care creează și anihilează electroni și găuri se numește generare și, respectiv, recombinare.

### Emisia de lumină
În anumiți semiconductori, electronii excitați cu o anumită energie, se pot relaxa (eliberează această energie) emițând lumină în loc să producă căldură. Acești semiconductori sunt utilizați în construcția diodelor emițătoare de lumină și a punctelor cuantice fluorescente.

### Conductivitate termică ridicată
Semiconductorii cu conductivitate termică ridicată pot fi utilizați pentru disiparea căldurii și îmbunătățirea managementului termic al circuitelor electronice.

### Conversia energiei termice
Materialele semiconductore au factori mari de putere termoelectrică, făcându-i folositori de a fi utilizați în generatoarele termoelectrice, precum și valori termoelectrice mari de merit, făcându-i utili de a fi folosiți în răcitoarele termo-electrice.

## Materiale
Un număr mare de elemente și compuși au proprietăți semiconductoare, incluzând:
- Elemente pure din Grupul XIV al tabelului periodic; cele mai importante fiind siliciul și germaniul. Siliciul și Germaniul sunt folosite efectiv, deoarece au 4 electroni de valență, astfel având proprietatea de a primi și ceda electroni în aceași măsură.
- Compușii binari, în particular elemente dintre Grupul III și V, Grupurile II și VI, grupurile IV și VI și între elemente diferite din Grupul IV.
- Compuși tetravalenți specifici, oxizi și aliaje.
- Semiconductori organici, făcuți din compuși organici.

Cele mai cunoscute materiale semiconductoare sunt cristaline solide, dar și semiconductori lichizi și fără forme sunt de asemenea cunoscuți. Aceștia includ siliciul fără formă hidrogenat și amestecuri de arseniu, seleniu și telur într-o varietate de proporții. Acești compuși împart cu câteva materiale semiconductoare proprietăți intermediare ale conductivității și variația rapidă dintre conductivitate și temperatură, dar de asemenea, ocazional, rezistența negativă. Acestor materiale le lipsesc rigiditatea structurii cristaline, convențională, a semiconductorilor, precum siliciul. Ele sunt în general folosite în structuri subțiri, care nu au nevoie de materiale cu conductivitate electrică mare, fiind relativ insensibile la impurități și radiații.

## Fizica și semiconductorii
Semiconductorii sunt definiți prin comportamentul lor electro-conductiv unic, undeva între cel al metalelor și al izolatorilor. Această diferență dintre aceste materiale poate fi înțeleasă prin stadiul cuantic al electronilor, fiecare conținând zero sau un electron (Principiul de excluziune). Aceste stări sunt asociate cu structura benzilor electronilor ale materialului. Conductivitatea electrică crește datorită prezenței electronilor în stare liberă, deși, pentru ca transportul de electroni să aibă loc, materialul trebuie să fie parțial plin. Dacă starea este mereu ocupată cu un electron, atunci trecerea altor electroni este blocată in acea stare.
Un semiconductor pur nu este util, deoarece nu este nici bun conductor, nici bun izolator. Dar o calitate importantă a semiconductorilor (și unele izolatoare cunoscute ca semi-izolatoare) este aceea de a crește conductivitatea și controlul acesteia prin dopare cu impurități și prin aplicarea câmpurilor electrice.

### Purtători de sarcină
Electronii umplu locurile de la baza benzii de conducere, care poate fi înțeleasă ca adăugarea electronilor pe acea bandă. Electronii nu sunt statici (datorita recombinației termice naturale), aceștia mișcându-se constant. Concentrația obișnuită de electroni este foarte scăzută, și (spre deosebire de metale), este posibil să ne gândim la electronii, dintr-o bandă de conducție a unui semiconductor, ca la un fel de „gaz ideal”, unde electronii zboară în jur liberi fără a se supune Principiului Pauli. În majoritatea semiconductorilor benzile de conducție au o relație de dispersie parabolică și astfel electronii răspund forțelor (câmpurilor electrice, magnetice etc.) la fel cum ar face în vid, cu mase efective diferite.